# Manosque
Manosque (en occitano: Manòsca) es una localidad y comuna francesa situada en el departamento de Alpes de Alta Provenza, en la región de Provenza-Alpes-Costa Azul.
Su gentilicio en francés es Manosquins.
Es la ciudad natal de los escritores Élémir Bourges, Jean Giono y Pierre Magnan.

## Geografía

### Localización
Situada al suroeste del departamento de Alpes de Alta Provenza, Manosque es una ciudad construida sobre un contrafuerte de las colinas orientales de Luberon, al norte de la cuenca del Durance y rodeada de colinas que llegan a sobrepasar los 700 metros de altitud, tanto al norte (Mont D’Or) como al oeste (colina de Toutes-Aures). Existen diversas vías de comunicación importantes en sus proximidades, como la autopista A51, la carretera departamental 4096 (antigua nacional 96) y la línea férrea entre Lyon-Perrache y Marsella Saint Charles (vía Grenoble).
La ciudad está situada a aproximadamente 20 kilómetros de Forcalquier y Oraison y a unos 55 kilómetros de Digne-les-Bains y Sisteron. Las ciudades importantes más próximas son Aviñón (al oeste), Aix-en-Provence y Marsella (ambas al sur). El centro histórico de Manosque está a una altitud de aproximadamente 380 metros, mientras que la estación de ferrocarril y el área de servicios adyacente se sitúa a unos 330 metros de altitud.
Podemos acceder a la ciudad por Sainte-Tulle (al sur) y Volx (al noreste) mediante la carretera departamental 4096, Pierrevert (al sudoeste) mediante la departamental 6, Montfuron (al sudoeste) por la departamental 907, Dauphin (al norte) mediante la departamental 5 y Valensole (al sureste) por la departamental 9073.

## Demografía
| 4 726 | 5 360 | 5 570 | 5 544 | 5 311 | 4 995 | 5 684 | 5 073 | 5 897 | 5 936 | 5 919 | 6 124 | 6 136 | 5 775 | 5 450 | 5 572 | 5 265 | 5 098 | 5 017 | 4 853 | 5 036 | 4 989 | 5 661 | 5 635 | 6 734 | 7 750 | 10 080 | 16 281 | 19 150 | 18 760 | 19 107 | 19 603 | 21 777 |
| Para los censos de 1962 a 1999 la población legal corresponde a la población sin duplicidades (Fuente: INSEE [Consultar]) |       |       |       |       |       |       |       |       |       |       |       |       |       |       |       |       |       |       |       |       |       |       |       |       |       |        |        |        |        |        |        |        |

## Monumentos y edificios característicos
- Hôtel de Ville
- Puertas de la antigua muralla: La Porte de la Saunerie et la Porte Soubeyran
- École de musique
- Hôtel d'Herbès
- La iglesia Saint-Sauveur: de estilo romano-gótico (siglos XII y XIII ), clasificada monumento histórico. Su campanil se derrumbó en el momento del seísmo de 1708.
- Eglise Notre-Dame-de-Romigier (siglo XIII-XIV)
- Le Paraïs (Casa-museo de Jean Giono).
- Tour du Mont d'Or

## Plazas
- Place du Terreau.
- Place de l'Hôtel de Ville
- Place Marcel Pagnol
- Place Loic Lepé

## Localidades hermanadas
- Leinfelden-Echterdingen,  Alemania
- Voghera  Italia